# Peter Sunde
Peter Sunde Kolmisoppi, noto anche con lo pseudonimo di brokep (Uddevalla, 13 settembre 1978), è un informatico, imprenditore, attivista e politico svedese di origini norvegesi e finlandesi.

## Biografia
Conosciuto per il suo ruolo di cofondatore del sito torrent The Pirate Bay. È vegano e si è politicamente definito un socialista.
In Good Copy Bad Copy e Steal This Film (seconda parte), sono riportati dei frammenti di un'intervista condotta su Sunde riguardo al raid della polizia contro The Pirate Bay nel maggio 2006.
Nel 2010 cofonda Flattr, una società di micropagamenti sociali e microdonazioni, assieme a Linus Olsson.
Nel 2013 presenta l'applicazione di messaggistica per dispositivi mobili Android e iOS Heml.is.
Nel 2014 è candidato con il Partito Pirata finlandese per le elezioni europee alla presidenza della Commissione Europea, assieme all'allora europarlamentare del Partito Pirata svedese Amelia Andersdotter, ma non ottiene sufficienti voti per entrare. Viene arrestato il 31 maggio 2014 in una zona vicino a Malmö, in Svezia.